# Xiphidiopsis phetchaburi
Xiphidiopsis phetchaburi är en insektsart som beskrevs av Andrej Vasiljevitj Gorochov 1998. Xiphidiopsis phetchaburi ingår i släktet Xiphidiopsis och familjen vårtbitare. Inga underarter finns listade i Catalogue of Life.